# Club Deportivo Onda
El Club Deportivo Onda es un club de fútbol del municipio castellonense de Onda, en la provincia de Castellón. Fue fundado en 1921 y juega en el grupo 1º de Lliga Comunitat.  
- El club se convirtió en el equipo filial del Benidorm C. F. hasta verano de 2012,[1] además de también haber sido durante varias temporadas y etapas de su historia filial del Villarreal C.F.

## Historia
Desde la fundación del CD Onda en 1921 hasta 1950, el club pasó por diversas denominaciones y su participación en la competición de liga nunca sobrepasó de las divisiones regionales.
Es más, desde 1941 hasta 1949 no se registró participación alguna del club en competiciones oficiales. 
Ya a partir de 1950 el club se estabiliza y consigue su primer ascenso a Tercera División en la temporada 1955/56, permaneciendo en esta categoría durante 14 campañas consecutivas hasta la finalización de la temporada 1969/70. Tras descender y competir -otra vez- en las divisiones regionales del campeonato de liga, tuvieron que transcurrir casi 20 años para que el equipo volviera a ascender a la Tercera División para el inicio de la temporada 1988/89. 
Desde esta fecha, el club se ha mantenido en Tercera División a excepción de la temporada 1992/93, donde se proclamó campeón de la Regional Preferente tras descender la temporada anterior, y a excepción de la temporada 2001/02, cuando (tras varios intentos de promoción de ascenso fallidos en las temporadas 1994/95 y 1999/00 -esta última después de proclamarse campeón de su grupo en Tercera-), el CD Onda consiguió el mayor hito deportivo de su historia al conseguir ascender y militar en la categoría de bronce del fútbol español, la (2ªB), tras quedar campeón en su liguilla de ascenso. Pero, su posterior clasificación de 19.ª en esta categoría, le volvió a relegar al año siguiente a la Tercera División, donde al final de la misma (temporada 2002/03), volvió a clasificarse para la promoción de ascenso a 2ªB, pero sin conseguir finalmente volver a militar en la categoría de bronce.
En verano de 2009, el CD Onda pasó a ser filial del Benidorm Club de Fútbol, pasando el CD Onda "B", a denominarse Ondense-Club Atlético Caudiel tras llegar a un acuerdo con el susodicho club.
El himno del club fue estrenado en septiembre de 2008, siendo Presidente Don Juan Carlos Ten. Su música y letra fueron obra del compositor ondense Don Joan Castells Badenes.

## Uniforme
- Uniforme titular: Camiseta rojiblanca a rayas verticales, pantalón azul y medias  rojiblancas.
- Uniforme alternativo: Camiseta azul, pantalón azul y medias azules

## Estadio
El CD Onda juega sus partidos en el estadio de Estadio Municipal Enrique Saura Gil, con capacidad para 5.000 espectadores. Fue inaugurado en el año 2000.
- Dimensiones: 105x69 m.
- Dirección: C/ Torrechiva, 2. 12200 Onda (Castellón)

## Símbolos
Historia y evolución del escudo

## Datos del club
- Temporadas en 1.ª:  0
- Temporadas en 2.ª:  0
- Temporadas en 2ªB:  1
- Temporadas en 3.ª:  34
- Mejor puesto en la liga: 3º (3.ª

## Logros y Méritos
- Campeón Tercera División (1): 1999/00[2]

## Entrenadores
- Enrique Martín Navarro (1960-1961)
- Juan Carlos Garrido (1998-1999)
- Javi López Castro (2000-2001)
- Paquito García (2001-2002)

## Trayectoria
| Temporada       | Categoría     | Puesto | Copa del Rey | Copa Federación |
| --------------- | ------------- | ------ | ------------ | --------------- |
| 1949/50 1955/56 | D. Regionales | —      | -            |                 |
| 1956/57         | 3ª División   | 11º    | -            |                 |
| 1957/58         | 3ª División   | 15º    | -            |                 |
| 1958/59         | 3ª División   | 10º    | -            |                 |
| 1959/60         | 3ª División   | 9º     | -            |                 |
| 1960/61         | 3ª División   | 13º    | -            |                 |
| 1961/62         | 3ª División   | 11º    | -            |                 |
| 1962/63         | 3ª División   | 9º     | -            |                 |
| 1963/64         | 3ª División   | 5º     | -            |                 |
| 1964/65         | 3ª División   | 9º     | -            |                 |
| 1965/66         | 3ª División   | 13º    | -            |                 |
| 1966/67         | 3ª División   | 8º     | -            |                 |
| 1967/68         | 3ª División   | 6º     | -            |                 |
| 1968/69         | 3ª División   | 8º     | -            |                 |
| 1969/70         | 3ª División   | 15º    | 2ªR.         |                 |
| 1970/71 1987/88 | D. Regionales | —      | -            |                 |
| 1988/89         | 3ª División   | 6º     | -            |                 |
| 1989/90         | 3ª División   | 4º     | -            |                 |
| 1990/91         | 3ª División   | 14º    | 1ªR.         |                 |
| 1991/92         | 3ª División   | 11º    | -            |                 |

| Temporada | Categoría     | Puesto | Copa del Rey | Copa Federación |
| --------- | ------------- | ------ | ------------ | --------------- |
| 1992/93   | D. Regionales |        | -            |                 |
| 1993/94   | 3ª División   | 6º     | -            | -               |
| 1994/95   | 3ª División   | 2º     | -            | 1/4             |
| 1995/96   | 3ª División   | 7º     | -            | -               |
| 1996/97   | 3ª División   | 11º    | -            | -               |
| 1997/98   | 3ª División   | 11º    | -            | -               |
| 1998/99   | 3ª División   | 9º     | -            | -               |
| 1999/00   | 3ª División   | 1º     | -            | 1/8             |
| 2000/01   | 3ª División   | 3º     | -            | -               |
| 2001/02   | 2ª División B | 19º    | -            | -               |
| 2002/03   | 3ª División   | 3º     | -            | -               |
| 2003/04   | 3ª División   | 5º     | -            | -               |
| 2004/05   | 3ª División   | 7º     | -            | -               |
| 2005/06   | 3ª División   | 8º     | -            | -               |
| 2006/07   | 3ª División   | 8º     | -            | -               |
| 2007/08   | 3ª División   | 9º     | -            | -               |
| 2008/09   | 3ª División   | 10º    | -            | -               |
| 2009/10   | 3ª División   | 19º    | -            | -               |
| 2010 -    | D. Regionales | —      | -            |                 |